# 豪斯瑟门
豪斯瑟门（德語：Haussömmern）是德国图林根州的一个市镇。总面积6.42平方公里，总人口242人，其中男性126人，女性116人（2011年12月31日），人口密度38人/平方公里。